# Trung Lương (phường)
Trung Lương là một phường thuộc thị xã Hồng Lĩnh, tỉnh Hà Tĩnh, Việt Nam.

## Địa lý
Phường Trung Lương có vị trí địa lý:
- Phía đông giáp huyện Nghi Xuân
- Phía tây giáp huyện Đức Thọ
- Phía nam giáp phường Đức Thuận
- Phía bắc giáp tỉnh Nghệ An và huyện Nghi Xuân.

Phường Trung Lương có diện tích 8,58 km², dân số năm 2016 là 6.665 người, mật độ dân số đạt 777 người/km².

## Hành chính
Phường Trung Lương được chia thành 10 tổ dân phố: Tiên Sơn, Tân Miếu, Trung Lý, Trung Hậu, Hầu Đền, Tuần Cầu, La Giang, Phúc Sơn, Bấn Xá, Quỳnh Lâm.

## Lịch sử
Sau Cách mạng tháng 8 năm 1945 đến cuối tháng 12 năm 1945, xã Hồng Tiên gồm 2 làng Trung Lương và Quỳnh Lâm. Xã Thiên Thuận gồm 4 làng của tổng Trung Lương cũ.
Trước năm 1948, xã thuộc về huyện Can Lộc, từ sau năm 1948 thuộc về huyện Đức Thọ.
Năm 1948, xã Hồng Tiên và xã Thiên Thuận được cắt về thuộc huyện Đức Thọ.
Năm 1949, sáp nhập 2 xã Hồng Tiên và Thiên Thuận thành xã Hồng Thuận.
Tháng 7 năm 1945, xã Hồng Thuận lại chia thành 2 xã: Đức Hồng và Đức Thuận, xóm Miếu làng Vân Chàng được nhập về xã Đức Hồng.
Năm 1976, xã Đức Hồng được đổi tên thành xã Trung Lương.
Ngày 2 tháng 3 năm 1992, Hội đồng Bộ trưởng ban hành Quyết định số 67-HĐBT tách xã Trung Lương thuộc huyện Đức Thọ để thành lập thị xã Hồng Lĩnh.
Ngày 19 tháng 1 năm 2009, Chính phủ ban hành Nghị định số 03/NĐ-CP về việc thành lập phường Trung Lương trên cơ sở toàn bộ diện tích và nhân khẩu của xã Trung Lương.
Phường Trung Lương có 823,94 ha diện tích tự nhiên và 6.148 nhân khẩu.

## Văn hóa - Du lịch

### Di tích lịch sử

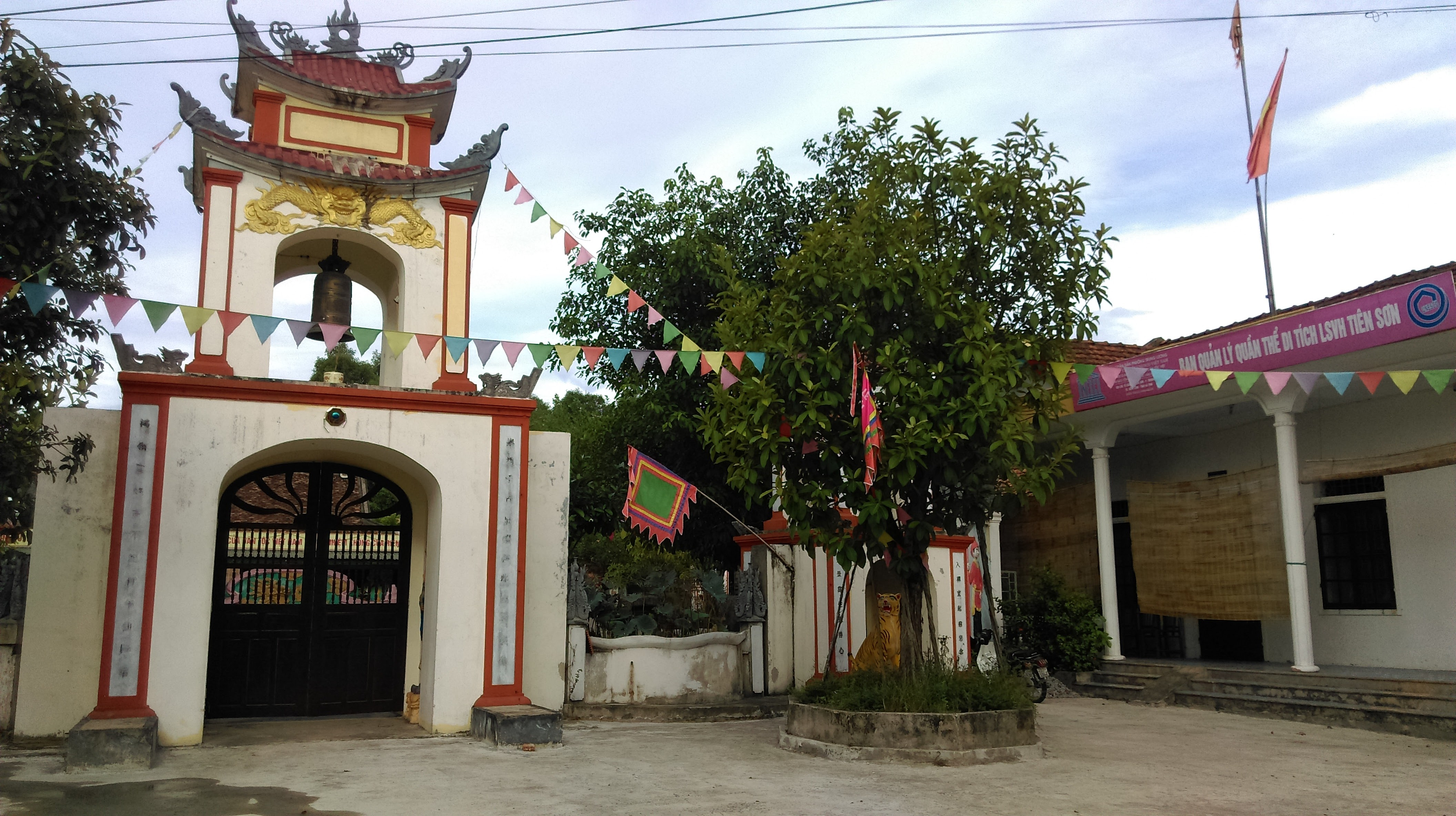
Khu Di tích Tiên Sơn

Từ xa xưa trên địa bàn Trung Lương đã có tuyến kênh Nhà Lê nối từ  kinh đô Hoa Lư đến Đèo Ngang đi qua, là tuyến đường thủy đầu tiên trong lịch sử Việt Nam và được coi là tuyến đường Hồ Chí Minh trên sông vì những đóng góp cho các cuộc chiến tranh của người Việt.